# З'їзди НСДАП

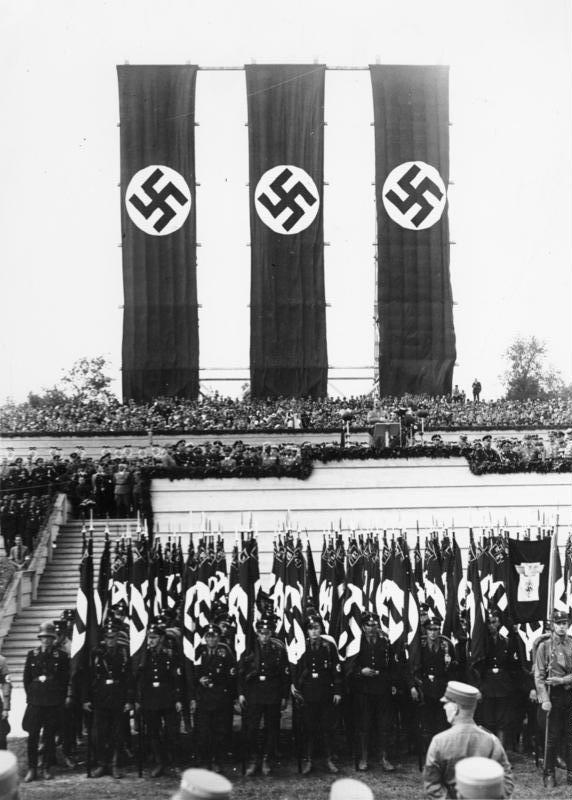
V з'їзд НСДАП (1933 рік).

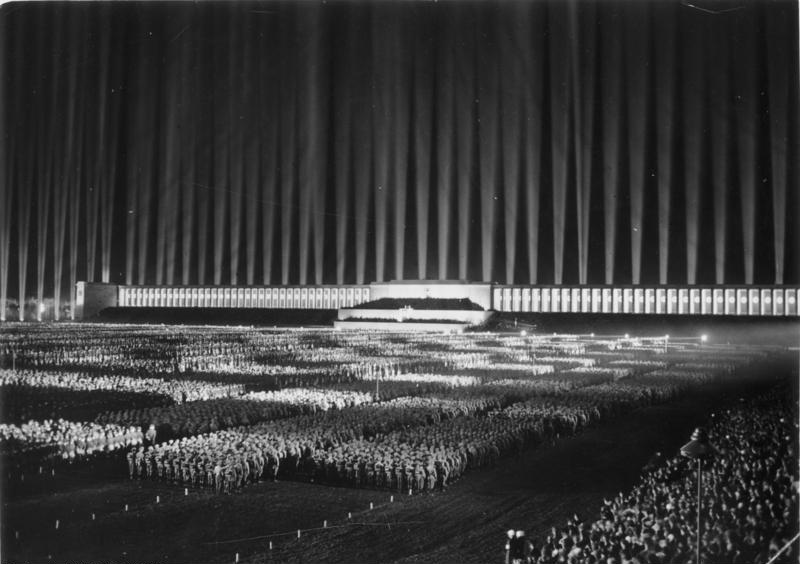
«Храм світла» Альберта Шпеера, 8 вересня 1936 року

З'їзди НСДАП (офіційна назва — Імперський партійний з'їзд, Reichsparteitagⓘ) — партійні конгреси НСДАП, які проходили в період з 1923 по 1938 рік. Починаючи з 1927 року місцем з'їздів став Нюрнберг, починаючи з 1933 року вони проводилися щорічно на території з'їздів НСДАП. З'їзди НСДАП повинні були продемонструвати велич німецької нації, вони стали важливим елементом нацистської пропаганди.

## Огляд
Перший з'їзд НСДАП відкрився в Мюнхені 27 січня 1923 року. Незважаючи на початкову заборону з'їзду владою Баварії і введення нею надзвичайного стану, Гітлер домігся дозволу на проведення масової акції. З'їзд складався з 12 зібрань у різних частинах міста та церемонії покладання прапорів на Марсовому полі за участю 5000 штурмовиків. Другий з'їзд відбувся у Веймарі в 1926 році.
Починаючи з 1927 року з'їзди проходили в Нюрнберзі, оскільки Гітлер вважав, що готична архітектура Нюрнберга найбільш повно втілює німецьку культуру. Головним місцем дії були розташовані на околиці міста Арена Луїтпольда — площа для демонстрацій, містила до 150 000 осіб, і Зал Луїтпольда місткістю до 16 000 осіб, в якому проходили збори. За проєктом Альберта Шпеера в цьому районі повинен був бути створений розкішний комплекс призначений для проведення партійних з'їздів.
Починаючи з 1933 року кожному з'їзду присвоювалося назва, що визначала його головну тему. З цього ж моменту з'їзди планувалися на початок вересня і розтягувалися на кілька днів. В останні дні з'їздів проходили паради Гітлер'югенду, СС та СА і Вермахту. У програму пізніх з'їздів входило світлове шоу «храм світла», для постановки якого Шпеєр використовував близько 150 зенітних прожекторів.
По закінченні кожного з'їзду, починаючи з 1927 року, створювалися пропагандистські документальні фільми. У 1933—1935 роках режисером цих фільмів була Лені Ріфеншталь, а фільм «Тріумф волі», присвячений шостому з'їзду, до цього часу вважається шедевром кінематографа. У 1940 році вийшов пропагандистський документальний фільм «Марш для вождя».

## Список з'їздів
- 1923 — I з'їзд, Мюнхен, 27—29 січня.
- 1926 — II з'їзд, Веймар, 3—4 липня.
- 1927 — III з'їзд, Нюрнберг, 19—21 серпня.
- 1929 — IV з'їзд, Нюрнберг, 1—4 серпня.
- 1933 — V з'їзд, Нюрнберг, 30 серпня — 3 вересня. На честь приходу нацистів до влади названий «З'їздом перемоги» («Reichsparteitag des Sieges»). З'їзду був присвячений фільм «Перемога віри».
- 1934 — VI з'їзд, Нюрнберг, 5—10 вересня, «З'їзд єдності та сили» («Reichsparteitag Einheit der und Stärke»). З'їзду був присвячений фільм «Тріумф волі».
- 1935 — VII з'їзд, Нюрнберг, 10—16 вересня, «З'їзд свободи» («Reichsparteitag der Freiheit»). З'їзду був присвячений фільм «День свободи! — Наш вермахт!», на ньому були прийняті два расових закони і відбулася перша вистава «Храм світла».
- 1936 — VIII з'їзд, Нюрнберг, 8—14 вересня, «З'їзд честі» («Reichsparteitag Ehre der»).
- 1937 — IX з'їзд, Нюрнберг, 6—13 вересня, «З'їзд праці» («Reichsparteitag der Arbeit»).
- 1938 — X з'їзд, Нюрнберг, 5—12 вересня, «З'їзд Великої Німеччини» («Reichsparteitag Großdeutschland»).
- 1939 — XI з'їзд, Нюрнберг, «З'їзд світу» («Reichsparteitag des Friedens»). Мав відкритися 2 вересня, але був скасований через напад Німеччини на Польщу.